# Носовская (Федорогорское сельское поселение)
Носовская — деревня в Шенкурском районе Архангельской области. Входит в состав муниципального образования «Федорогорское».

## География
Деревня расположена на правом берегу реки Кодима (приток Северной Двины),  в 92 километрах на юго-восток от Шенкурска.
Часовой пояс
Носовская, как и вся Архангельская область, находится в часовой зоне МСК (московское время). Смещение применяемого времени относительно UTC составляет +3:00.

## История
Указана в «Списке населённых мест по сведениям 1859 года» в составе Шенкурского уезда(2-го стана) Архангельской губернии под номером «2349» как «Починокъ(Починская, Носовская)». Насчитывала 8 дворов, 24 жителя мужского пола и 28 женского.
В «Списке населенных мест Архангельской губернии к 1905 году» деревня Носовская (Починокъ) насчитывает 15 дворов, 53 мужчины и 46 женщин. В административном отношении деревня входила в состав Шахановского сельского общества Шахановской волости.
На 1 мая 1922 года в поселении 17 дворов, 32 мужчины и 43 женщины.
С 2006 по 2012 годы деревня была административным центром муниципального образования «Шахановское». Законом Архангельской области от 2 июля 2012 года № 523-32-ОЗ, путём объединения были преобразованы муниципальные образования «Федорогорское» и «Шахановское» — в Муниципальное образование «Федорогорское», с административным центром в деревне Никифоровская.

## Население
| 2002 | 2010 | 2012 |
| ---- | ---- | ---- |
| 24   | ↘3   | →3   |